# تحول النباتات

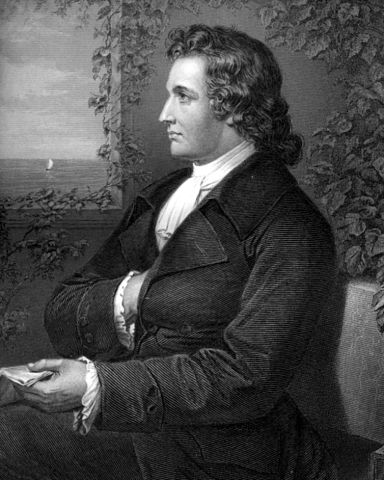
يوهان فولفغانغ فون غوته

تحول النباتات (بالألمانية: Versuch die Metamorphose der Pflanzen zu erklären) عمل علمي من تأليف الكاتب والفيلسوف الألماني يوهان فولفغانغ فون غوته، نُشر للمرة الأولى في العام 1790 ثم نشرت لاحقاً في 1799 في مجلة شيلر «موزن ألمناخ» (Musenalmanach). حاول غوته في هذا العمل اثبات نظرية مفادها أن جميع أنواع النباتات هي تحولات لنموذج أصلي للنبات، أي أن جميعها شُكلت على غرار نبتة أصل هي أم النباتات جميعها، واستنتج من افتراضه هذا أن أنواع الحيوانات هي بدورها تحولات من أصل واحد. مع أن بعض هذه الأفكار تتفق مع نظرية التطور، إلا أن غوته لم يكن من دعاة التطور، فبحسب نظريته فإن النموذج الأساسي للنبات لم يكن بدائياً تطورت منه بقية النباتات، وإنما نمط عام كانت كل النباتات تحويرات له.

## وصلات خارجية
| - تحول النباتات، على كتب جوجل. - تحول النباتات، على أرشيف الإنترنت. - تحول النباتات، على الفهرس العالمي. | - تحول النباتات، على موقع أمازون. - تحول النباتات، على جود ريدز. - تحول النباتات، على مكتبة جامعة هارفارد. |  |